# Ваничкин, Иван Дмитриевич
Ива́н Дми́триевич Ва́ничкин (10 сентября 1912, Антоновка, Самарская губерния (ныне Алексеевский район Самарской области) — 23 апреля 2009, Самара) — участник Великой Отечественной войны, Герой Советского Союза.

## Биография
Родился в крестьянской семье. Спасаясь от голода, в 1921 году семья перебралась в Сибирь. Два года добирались до Новосибирской, два года прожили там, но в 1925 году вернулись обратно. Тогда же Иван начал трудиться, до 1929 года батрачил.
С 1929 по 1932 гг. работал в колхозе «Труд Сталина», с 1932 работал трактористом в зерносовхозе «Батрак» («Авангард»).
Из-за бедности не мог в своё время учиться в школе, грамоту помогала осваивать соседка-учительница.
После начала войны имел бронь как тракторист, отец четырёх детей. В 1942 году вступил в КПСС, тогда же ушёл добровольцем в Красную Армию. С июля 1942 года на фронте. Служил в противотанковом взводе артиллерийской батареи 174-го гвардейского стрелкового полка (57-я гвардейская стрелковая дивизия). Сначала был приставлен к лошадям ездовым, потом выучился на заряжающего и наводчика. Позднее стал командиром огневого взвода артиллерийской батареи.
Боевое крещение принял под Урюпинском в сражениях с итальянскими частями. Форсировал Дон, Северский Донец, принимал участие в освобождении городов Чертково, Миллерово, Старобельск, Краматорск, Славянск.
В бою 2 февраля 1944 года за село Шевченково Никопольского района Днепропетровской области полк отразил 7 атак противника, из которых 4 было танковыми. Против участка, на котором действовало орудие Ваничкина, действовало до 17 вражеских танков. После шестой вражеской атаки весь расчёт орудия, кроме Ивана Дмитриевича погиб, сам он был тяжело ранен и контужен, но в одиночку отражал 7-ю атаку, после чего потерял сознание. В том бою Ваничкиным было уничтожено 2 штурмовых орудия «Фердинанд», занимаемый рубеж был удержан.
В госпитале г. Кривой Рог после тяжёлого ранения (пуля пробила плечо, прошла навылет, задев челюсть) Ваничкин провёл почти полгода, после чего был комиссован как инвалид 2-й группы. За время боёв он уничтожил 2 штурмовых орудия «Фердинанд», 4 средних танка и до сотни солдат и офицеров противника.
Вернулся в родные края, где узнал о присвоении звания Героя Советского Союза и о том, что младший сын умер за время отсутствия отца. Продолжил работать на тракторе. Позднее работал секретарём партийной организации Алексеевской МТС. В 1953 году был избран председателем колхоза «Искра».
По состоянию здоровья в 1961 году переехал в Новокуйбышевск, где с 1961 по 1971 года работал слесарем на заводе «Гипрокаучук» (по другим данным работал вахтёром в филиале института «Гипрокаучук», школах № 3, 5, и 14).
В 1971 году вышел на пенсию и переехал в Самару.
Скончался 23 апреля 2009 года. Похоронен на Городском кладбище Самары.

## Награды и звания
- Герой Советского Союза.Указ Президиума Верховного Совета СССР от 13 сентября 1944 года :
  - Орден Ленина,
  - Медаль «Золотая Звезда» № 6330 .
- Орден Отечественной войны I степени. Указ Президиума Верховного Совета СССР от 11 марта 1985 года.
- Орден Отечественной войны II степени. Приказ командира 4 гвардейского стрелкового корпуса № 61/н от 14 января 1944 года.
- Орден Красной Звезды. Приказ командира 57 гвардейской стрелковой дивизии № 34 от 30 сентября 1943 года.
- Орден Славы III степени. Приказ командира 57 гвардейской стрелковой дивизии № 46 от 16 февраля 1944 года.
- Медаль "За отвагу".Приказ командира 174 гвардейского стрелкового полка № 8/н от 5 апреля 1943 года.
- Медали СССР.

## Память
Имя Героя носила пионерская дружина средней школы совхоза «Авангард» Алексеевского района Куйбышевской области.
3 февраля 2007 года именем Героя была названа средняя школа № 47 Самары, возле которой он жил. В школе существует зал боевой славы Героя, установлен барельеф. В 2006 году поисковый отряд из школы проехал по местам его боев, в 2007 году побывал на его малой родине в Алексеевском районе.
В Самаре проводится ежегодный волейбольный турнир, на приз Героя. После его смерти была установлена мемориальная доска.
Почётный гражданин города Орджоникидзе, где также его именем была названа одна из школ.